# Nervio laríngeo superior
El nervio laríngeo superior es una rama del nervio vago cuya función es recoger la sensibilidad de la mucosa laríngea, e inervar al músculo cricotiroideo. Así, este nervio se origina en el ganglio inferior del nervio vago para después dividirse en dos ramas terminales: el nervio laríngeo interno (sensitivo y autónomo) y nervio laríngeo externo (motor).
El nervio laríngeo interno envía fibras sensitivas para la mucosa de la laringe, la base de la lengua y la epiglotis. El nervio laríngeo externo da inervación motora al músculo constrictor inferior de la faringe y al músculo cricotiroideo.